# دولار بروني
الدولار البروني (بالإنجليزية:brunei dollar) هي عملة سلطنة بروناي منذ عام 1967 اختصار:bnd هي تختصر عادة بعلامة الدولار$ أو بدلا منه B$ ليميز بين الدولارات الدول الأخرى. الدولار البروني مقسم إلى 100 سنت.

## التاريخ
العملة في بروناي في التاريخ المبكر كانت اصداف حشرة cowry أيضا بروناي مشهورة بابارق الشاي البرونزية التي تستخدم كعملة مقايضة في ساحل شمال بورنيو.

## العملات المعدنية
في 1967 كانت فئات العملات المعدنية كالتالي:1,5,10,20,50 سنت. باستثناء السنت البرونزي كانت العملات المعدنية من نحاس-نيكل. في 1986 العملة البرونزية استبدلت بالنحاس-الفولاذ الملتف.

## سلسلة 1967
أول سلسلسة عملات في صورة السلطان عمر علي سيف الدين.
- 1$=ازرق
- 5$=اخضر
- 10$=احمر
- 50$=بني
- 100$=بنفسجي

## سلسلة 1972
ثاني سلسلة:السلسلة الثانية كانت نفس الأولى بفرق ان صورة السلطان عمر استبدلت بصورة السلطان حسن بلقية.كل العملات المتتابعة تحمل صورة السلطان حسن بلقية.في عام 1979 اضيفت فئات ورقية جديدة عالية هما 500و1000 دولار.
- 1-100$ كسلسلة 1967
- $500=برتقالي
- $1000=بني

## سلسلة 1989
السلسلة الثالثة:سلسلة الاستقلال.السلسلة كانت بشكل تدريجي تستبدل السلسلة الرابعة.
- $1=ازرق
- $5=اخضر
- 10$=احمر
- $50=بني، اخضر، برتقالي
- $100=بنفسجي
- $500=برتقالي
- $1،000=احمر، بنفسجي، زيتي
- $10،000=اخضر، برتقالي

مصادر:ويكيبيديا